# Ecaterina Ivanovna a Rusiei
Ecaterina Ivanovna a Rusiei (20 octombrie 1691 – 14 iunie 1733) a fost fiica Țarului Ivan al V-lea al Rusiei, sora mai mare a împărătesei Ana a Rusiei și nepoata de frate a Țarului Petru cel Mare. Prin căsătorie a devenit Ducesă de Mecklenburg-Schwerin.

## Biografie
Născută la Moscova și botezată la mănăstirea Chudov, nașii Ecaterinei au fost: unchiul ei Țarul Petru I și mătușa ei Prințesa Tatiana. A fost a treia din cinci fiice însă moartea surorii mai mari, Maria, la vârsta de trei ani, în 1692, și a Feodosiei la vârsta de un an, au făcut ca ea să fie fiica cea mare a părinților ei. Două alte surori s-au născut mai târziu: Anna, viitoarea împărăteasă a Rusiei și Praskovia.
Ecaterina (care s-a spus că ar fi fost copilul favorit al mamei ei), și-a petrecut copilăria pe moșia mamei ei de la Izmaylovo, care a fost și locul nașterii bunicului patern Țarul Alexis. Ca și surorile ei mai mici ea a primit o educație occidentală: a studiat franceza și germana, dansul și eticheta. Profesorii ei au fost Johann-Dietrich Christopher Osterman (fratele viitorului vice-cancelar) și francezul Etienne Rambur. În 1708 familia s-a mutat în noua capitală, Sankt Petersburg.

### Căsătorie
Potrivit contemporanilor, Ecaterina a fost descrisă ca o frumusețe brunetă, mică de statură, cu tenul alb și populară în societate datorită farmecului și a sociabilității.
La cererea unchiului ei Petru I, ea s-a căsătorit la 19 aprilie 1716 la Danzig cu Karl Leopold, Duce de Mecklenburg. Inițial Karl a propus-o pe sora Ecaterinei, Anna (atunci ducesa văduvă de Courland), însă Petru a ales-o pe Ecaterina pentru a-i fi soție. Căsătoria a creat o alianță politică între Rusia și Mecklenburg împotriva Suediei și a fost avantajoasă pentru Petru, care își dorea să folosească portul din Mecklenburg pentru flota sa. Conform contractului de căsătorie, ducele a fost de acord ca viitoarea lui soție să-și păstreze credința ortodoxă și să-i plătească o sumă de 6.000 de taleri pe an. În schimb, Petru I ar urma să contribuie la încercările ducelui de a cuceri orașul Wismar.
Mariajul a fost nefericit, Karl Leopold abuzând de Ecaterina. Ea a scăpat plecând în Rusia în 1722 împreună cu fiica ei Elisabeth Catherine Christine de Mecklenburg-Schwerin în vârstă de patru ani. Cuplul nu a divorțat însă nu s-au mai văzut niciodată.
După moartea țarului Petru al II-lea în 1730, Ecaterina a fost considerată ca prima candidată la tron însă teama că soțul ei ar câștiga influență în Rusia a feterminat Consiliul să se îndrepte spre sora acesteia, Anna. La 12 mai 1733 Ecaterina a fost prezentă atunci când fiica ei s-a convertit la religia ortodoxă și a primit numele de Anna Leopoldovna, lucru care a transformat-o într-un candidat acceptabil ca moștenitor al tronului. Ecaterina a murit o lună mai târziu.
1. ↑  Dictionary of Women Worldwide[*] Verificați valoarea |titlelink= (ajutor)